# Propallene saengeri
Propallene saengeri är en havsspindelart som beskrevs av Staples, D.A. 1979. Propallene saengeri ingår i släktet Propallene och familjen Callipallenidae. Inga underarter finns listade i Catalogue of Life.